# توم كونواي (لاعب كرة قدم)
توم كونواي (بالإنجليزية: Tom Conway)‏ (7 مارس 1959 بدبلن في جمهورية أيرلندا - ) هو لاعب كرة قدم أيرلندي في مركز الدفاع. لعب مع نادي بوهيميان ونادي سليغو روفرز ولونغفورد تاون ‏ ودوري أيرلندا الحادي عشر ‏ وأثلون تاون ‏.

## وصلات خارجية
- توم كونواي على موقع قاعدة بيانات كرة القدم.إي يو (الإنجليزية)